# محمد علي القنزوعي
محمد علي القنزوعي ولد في 3 يناير 1944 في حيدرة، هو سياسي تونسي، أمضى حياته المهنية في أجهزة الأمن التونسية.

## السيرة الذاتية
تحصل القنزوعي على شهادة ليسانس في العلوم الاقتصادية من كلية العلوم الاقتصادية والسياسية بتونس (جامعة تونس المنار)، وكذلك تحصل على شهادة من عند المدرسة الوطنية العليا للشرطة الواقعة في سان سير أو مون دور قرب ليون (فرنسا).

كان محافظ شرطة ثم رئيس منطقة منذ 1988، وأصبح مدير عام الأمن في 1989، ثم المدير العام للخدمات الخاصة أو السرية في 1990، وقاد باسم هذا المنصب حملة مكافحة دامية ضد المعارضة من الإسلاميين بين 1990 و1991.

عين في 25 يناير 1995 ككاتب دولة لدى وزير الداخلية مكلف بالأمن الوطني في حكومة حامد القروي وحكومة محمد الغنوشي الأولى، قبل أن يقال من مهامه بعد تفجير جربة 2002 في 5 سبتمبر 2002. عين إثرها سفيرا لبلاده في سوريا، وذلك حتى 2005، أين عين في 29 نوفمبر 2005 مجددا في منصب كاتب دولة لدى وزير الداخلية مكلف بالأمن الوطني في حكومة الغنوشي الأولى وذلك حتى 5 يونيو 2006، أين عين ثانية سفيرا لتونس في مالطا.

## التتبعات القضائية
عادة ما يتهم من قبل المعارضة التونسية بالمشرف على العديد من حالات التعذيب وسوء المعاملة تجاه المساجين.

في 2011 بعد الثورة التونسية، تم إيداع بطاقة إيداع بالسجن في حقه بتهمة التعذيب. في 29 نوفمبر 2011، حكمت عليه الغرفة الجنائية بالمحكمة الابتدائية العسكرية الدائمة بتونس بأربعة سنوات سجن في إطار قضية براكة الساحل، الحكم الذي خفف لسنتين بعد الاستئناف في 7 أبريل 2012. أطلق سراحه في 3 مايو 2013.

## الحياة الخاصة
القنزوعي متزوج وهو والد بالتبني للمذيع الرياضي رازي القنزوعي.